# Die Kreuzhüttenbuben

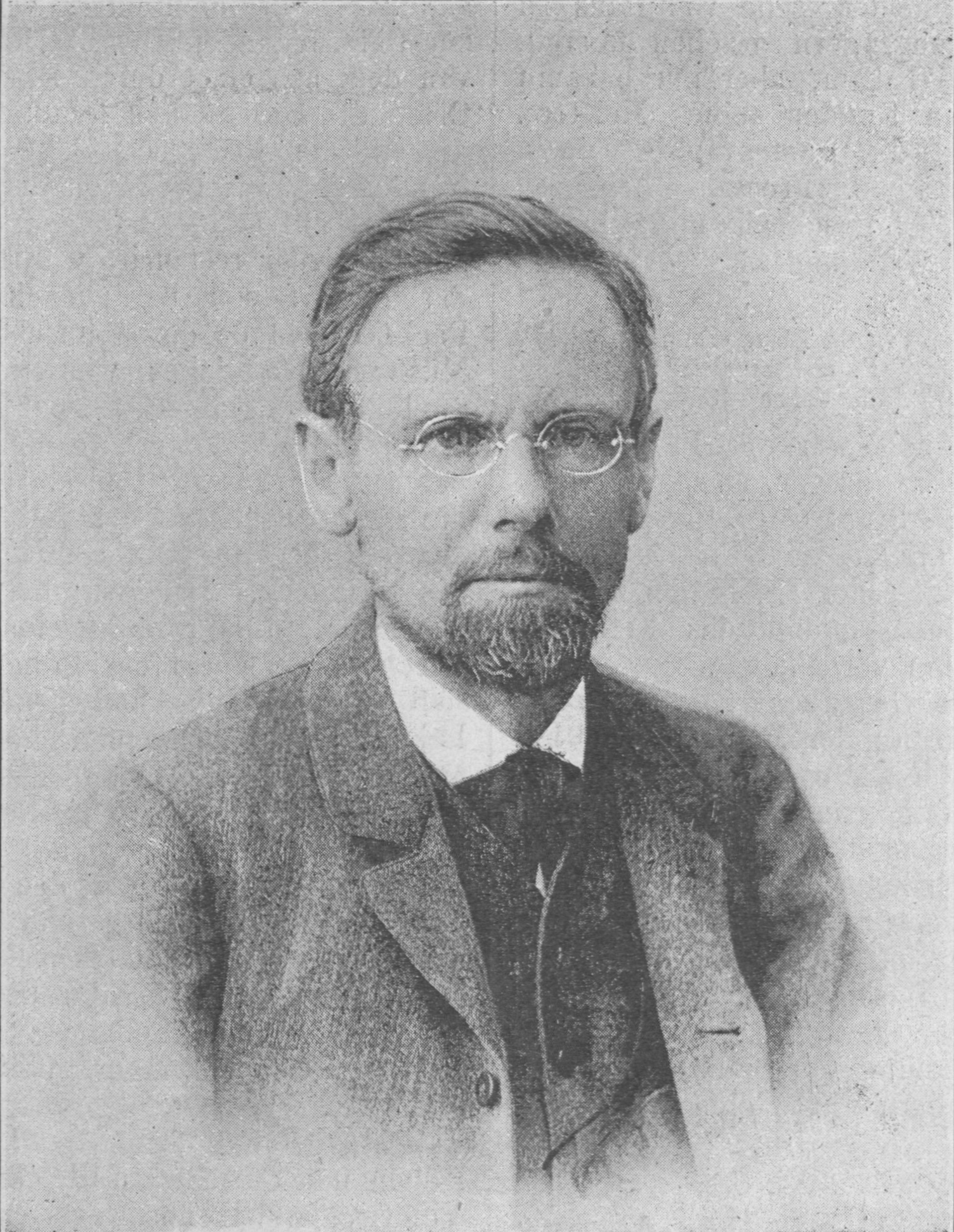
Peter Rosegger im Jahr 1893

Die Kreuzhüttenbuben ist eine Erzählung des österreichischen Schriftstellers Peter Rosegger, die im Oktoberheft 1898 (23. Jahrgang, Heft 1) des Grazer Heimgartens  erschien.

## Inhalt
Die Kreuzhütte, ein hölzernes Haus mit kleinen Fenstern, liegt in einem engen Hochtal der Alpen „bei armen Hirten“. Drei Äcker hat der Kreuzhüttenbauer gehabt. Weil sich in diese Einöde, eingeengt zwischen aufragende Felsen, kein Knecht verlief, behalf sich der Bauer anderweitig: Seine junge Frau gebar ihm in drei aufeinanderfolgenden Jahren die Söhne Oswald, Toni und Jakob. Oswald, der älteste Sohn, wurde Zimmermann, Toni wurde Kohlenbrenner und Jakob blieb sein Leben lang Holzknecht beim Gutsbesitzer. Zuvor wollten die drei heranwachsenden Jungen immerzu Milch trinken. Der Vater verkaufte also seine Pflüge, schaffte sich Kühe an und machte aus den Äckern lauter Weideland.
Jahre nach dem Tode des Vaters, als die Jungen endlich „drei starke Mannsleute“ geworden waren, nahmen sie der lieben Mutter sämtliche schwere Arbeit in ihrer Milchwirtschaft ab. Trotz seiner Plattfüße galt Oswald als gepflegter, hübscher Blondschopf. Auch seine Brüder waren ihrer Gebrechen wegen Zivilisten geblieben. Toni hatte nach einem Sturz als Kind einen schweren Höcker behalten. Jakob war kurz- und säbelbeinig. Oswald kam selten heim. Die beiden jüngeren hingen an der Mutter. Des Öfteren stiegen sie mit kleinen Geschenken zur Kreuzhütte auf und wurden von der entzückten Mutter meine zwei „lieben Narren“ genannt.
Als Oswald mit der Neuigkeit herauskommt – er will eine Witwe unter Dreißig, die Wegscheidwirtin in der Blachau heiraten – ist die Mutter davon keineswegs erbaut. Trotzdem unternimmt sie mit den drei Söhnen eine Wallfahrt nach Straßkirchen mit zwei Zwischenhalten während des Hin- und Rückweges im Wirtshaus der Braut an der Wegscheide. Schon beim ersten Besuch beschleicht die Mutter ein seltsames Gefühl, das sich beim zweiten verdichtet: Die Braut schämt sich mit uns.
Der feinfühlige Oswald sagt für den Rest des Heimwegs kein einziges Wort und zieht darauf an der Wegscheide mit Sack und Pack aus. Recht so! meint seine Familie, denn es heißt, diese Wirtin soll ihren Mann vergiftet haben.
Jahre des Zusammenlebens der drei Söhne mit der alternden Mutter folgen. Als die Kräfte der Mutter schwinden, gibt Toni das Kohlebrennen auf, versorgt Kuh und Ziege, kocht Essen, erledigt den sonstigen Haushalt und pflegt seine Mutter. Schließlich besucht die kranke Mutter mit ihren Buben das Kirchweihfest. Oswald erfüllt den Wunsch der Mutter; führt sie zu Tanze. Im Reigen fast schwebend, träumt die Mutter von der Zeit vor fünfzig Jahren, als es im Arm des Kreuzhüttenbauers bald so ähnlich auf der Kirchweih zuging. Schwindlig geworden, wird sie vom Sohn auf ihren Sitzplatz zurückgeleitet. Darauf kichert sie den Buben zu: „Seid aber doch rechte Narren.“ Als die vier nach zwei Stunden Kutschfahrt ihre Kreuzhütte in dem Hochtal endlich erreicht haben, ist die Mutter, ebenso wie vor Jahrzehnten der Vater, ohne großes Ach und Weh entschlafen.
Der Erzähler habe in seiner Jugend die drei Kreuzhüttenbuben als alte verwilderte Junggesellen noch erlebt. Kostverächter wären sie nicht gewesen; hätten gelegentlich einem Unterstreirerwein durchaus zugesprochen. Die Alten hätten grundsätzlich nur mit Greisen geredet und vornehmlich mit Kindern gespielt.

## Rezeption
- Im Dezember 1901 bespricht Carl Busse Roseggers Sammlung Sonnenschein, die im selben Jahr im Verlag Ludwig Staackmann in Leipzig erschienen war und arbeitet zunächst das „starke Talent“ Roseggers, des Mannes, „der zum Volke spricht“, heraus.[2] Im selben Atemzug würdigt Busse aus dem genannten Erzählband Die Kreuzhüttenbuben: „... lange hält das Herz die Geschichte von den drei ‚Kreuzhüttenbuben‘ fest, die ihre alte Mutter pflegen – das Hohelied der Kindesliebe, das getränkt voll ist von schlichtester Schönheit und Poesie.“[3]
- 1903 spielt Hermann Herz in den Bonner Borromäus-Blättern[4] auf den Köhlerberuf des Protagonisten Toni an, wenn er, von Roseggers Schilderung beeindruckt, schreibt: „‚Die Kreuzhüttenbuben‘ sind trotz alles Rußes, der wenigstens 2 von ihnen deckt, in ihrer naiven aber überaus großen Liebe zu ihrer Mutter so anziehende Gestalten...“.[5]
- 1943 merkt der Rosegger-Biograf Rudolf Latzke an: „Von den ‚Kreuzhüttenbuben‘ wird nur eine Lebensäußerung, eine Tugend, berichtet, das Zärteln mit ihrer Mutter, aber welche Seelenschönheit gibt das diesen Waldbären!“[6]

### Ausgaben
- Die Kreuzhüttenbuben. In: Sonnenschein. L. Staackmann, Leipzig 1902, S. 40–60 (archive.org).
- Die Kreuzhüttenbuben. In: Peter Rosegger: Das Buch der Novellen. Erster Band, L. Staackmann. Leipzig 1913, S. 363–380.

### Sekundärliteratur
- Litterarische Monatsberichte von Carl Busse, S. 441–451 in: Carl Busse: Deutsche Monatsschrift für das gesamte Leben der Gegenwart. Hrsg.: Julius Lohmeyer. Verlag Alexander Duncker, Berlin 1901 (archive.org).
- Rudolf Latzke: Peter Rosegger. Sein Leben und sein Schaffen, nach den Quellen dargestellt. Böhlau, Weimar 1943.